# Контролиран пожар
Контролиран пожар се нарича пожар, който е преднамерено запален за лесовъдски или селскостопански нужди. Огънят е естествена част от екологията на горите и употребата на контролирани изгаряния може да бъде инструмент в помощ на горските стопани. 
Контролираните пожари се провеждат през по-студените месеци на годината с цел да се намали натрупването на горивна биомаса и намаляване на вероятността от по-унищожителни пожари. Контролираните изгаряния разкриват минералния слой на почвата, като стимулират разсаждането и покълването на някои дървесни видове, а оттам и възобновяването на горите. Някои иглолистни видове, например секвоя и бор от вида Pinus concorta, са серотинни, т.е. шишарките им се отварят и изхвърлят семената само след силно нагряване от слънчева светлина или пожар.

## Съображения за контролираните пожари
- Моделите и наблюденията показват, че проредените гори водят до по-слаба интензивност на пожара и дължина на пламъка в сравнение с територии, в които няма човешка намеса.[1]
- Слабоинтензивни контролирани пожари могат да се прилагат на места, където механизираното прочистване на гората е неприложимо.
- Рискът контролираният пожар да се превърне в неконтролируем, унищожителен горски пожар може да се намали проактивно с ограничаване на низовия пожар, преди да се образува конвекционна колона и да се активира върхов пожар.
- Оставянето в рамките на предвидената за контролирано изгаряне територия на „острови“, в които да не се допуска пожар, подпомага съхраняването на биоразнообразието и дава защита на дивите животни. Заради това се предполага, че третиране и само на 75% от предвидената за изгаряне площ може да е достатъчна от гледна точка на екологичните и управленските цели.
- В зависимост от контекста и целите на извършвания по предписание пожар може да е необходимо допълнително планиране.